# ویکرز ولینت
ویکرز  ولینت(به انگلیسی: Vickers Valiant) بمب افکن جت بریتانیایی با ارتفاع پروازی بالا بود که برای حمل تسلیحات هسته ای طراحی شده بود و در دهه ۱۹۵۰ و ۱۹۶۰ بخشی از نیروی بازدارنده راهبردی موسوم به «بمب افکن V» نیروی هوایی سلطنتی بود. این هواپیما توسط ویکرز-آرمسترانگز در پاسخ به مشخصات B.35/46 صادر شده توسط وزارت نیروی هوایی بریتانیا برای یک بمب افکن جت مجهز به سلاح هسته‌ای توسعه یافته‌است.  ولینت اولین بمب افکن V بود که عملیاتی شد و پس از آن هندلی پیج ویکتور و آورو والکان نیز وارد ماموریت شدند.  ولینت تنها بمب افکن V بود که تسلیحات هسته ای زنده (برای اهداف آزمایشی) پرتاب کرد.
در سال ۱۹۵۶، ولینت‌های عملیاتی از مالت، مأموریت‌های بمباران را بر فراز مصر در طی عملیات تفنگدار در بحران سوئز انجام دادند. از سال ۱۹۵۶ تا اوایل سال ۱۹۶۶ توان اصلی ولینت‌ها در نقش بازدارندگی هسته‌ای در رویارویی بین ناتو و قدرت‌های پیمان ورشو استفاده شد. اسکادران‌های دیگر این هواپیما، سوخت‌گیری هوایی، شناسایی هوایی و جنگ الکترونیک را انجام دادند.
در سال ۱۹۶۲، در پاسخ به پیشرفت‌ها در فناوری موشک‌های زمین به هوای (SAM) اتحاد جماهیر شوروی، ناوگان بمب‌افکن V شامل ولینت از پرواز در ارتفاع بالا به پرواز در ارتفاع پایین تغییر کرد تا از حملات موشک‌های زمین به هوا در امان بمانند. در سال ۱۹۶۴ مشخص شد که در بخش‌هایی از بدنه ولینت‌ها خستگی و خوردگی کریستالی به وجود آمده‌است. در اواخر همان سال یک برنامه تعمیری برای رفع مشکل در حال انجام بود، اما تغییر دولت منجر به این شد که وزیر دفاع جدید، دنیس هیلی تصمیم بگیرد که ولینت از خدمت بازنشسته شود، و این اتفاق در اوایل سال ۱۹۶۵ رخ داد. بمب افکن‌های ویکتور و والکان تا دهه ۱۹۸۰ در خدمت باقی ماندند.

## مشخصات فنی (ولینت بی.۱)
داده‌ها از Vickers Aircraft since 1908, Jet Bombers
ویژگی‌های عمومی
- خدمه: پنج – دو خلبان، دو ناوبر، افسر الکترونیک هوایی
- طول: ۱۰۸ فوت ۳ اینچ (۳۲٫۹۹ متر)
- پهنای بال: ۱۱۴ فوت ۴ اینچ (۳۴٫۸۵ متر)
- ارتفاع: ۳۲ فوت ۲ اینچ (۹٫۸۰ متر)
- مساحت بال‌ها: ۲٬۳۶۲ فوت مربع (۲۱۹٫۴ متر مربع)
- وزن خالی: ۷۵٬۸۸۱ پوند (۳۴٬۴۱۹ کیلوگرم)
- بیشترین وزن برخاست: ۱۴۰٬۰۰۰ پوند (۶۳٬۵۰۳ کیلوگرم)
- پیشرانه: ۴ عدد موتور توربوجت رولز-رویس اون RA28 Mk 204, ۱۰٬۰۰۰ پوند-نیرو (۴۴ کیلونیوتن) thrust در هر موتور

عملکرد
- حداکثر سرعت: ۵۶۷ مایل بر ساعت (۹۱۲ کیلومتر بر ساعت، ۴۹۳ گره) در ۳۰٬۰۰۰ فوت (۹٬۱۰۰ متر)
- بُرد: ۴٬۵۰۰ مایل (۷٬۲۰۰ کیلومتر، ۳٬۹۰۰ مایل دریایی) با مخازن سوخت زیر بال
- حداکثر ارتفاع: ۵۴٬۰۰۰ فوت (۱۶٬۰۰۰ متر)
- نرخ صعود: ۴٬۰۰۰ فوت بر دقیقه (۲۰ متر بر ثانیه)

تسلیحات

- بمب‌ها: 

  - ۱× ۱۰٬۰۰۰ پوند (۴٬۵۰۰ کیلوگرم) بمب هسته‌ای Blue Danube [۵] یا
  - ۱× B28 nuclear bomb[۶] یا
  - ۲۱× ۱٬۰۰۰ پوند (۴۵۰ کیلوگرم) بمب

## همچنین ببینید
هواگردهای با عملکرد، پیکربندی و یا دوره زمانی مشابه
- آورو والکان
- بوئینگ بی-۴۷ استراتوجت
- هندلی پیج ویکتور

فهرست‌های مرتبط
- List of aircraft of the Royal Air Force

### ارجاعات
1. ↑  Lord de L'Isle and Dudley (Sidney, William) (17 February 1953), "Supply of Aircraft", House of Lords Debates, Hansard, vol. 180, cc463, archived from the original on 3 December 2015, retrieved 30 May 2016
2. ↑  Blackman and Wright 2015, p. 33.
3. ↑  Andrews and Morgan 1988, p. 450.
4. ↑  Gunston and Gilchrist 1993, p. 80.
5. ↑  Mason 1994, p. 379.
6. ↑  McLelland 2013, p. 101.

### کتابشناسی - فهرست کتب
- Andrews, C.F. The Vickers Valiant (Aircraft in profile no. 66). Leatherhead, Surrey, UK: Profile Publications Ltd., 1965.
- Andrews, C.F. and Eric B. Morgan. Vickers Aircraft since 1908. London: Putnam, 1988. شابک ‎۹۷۸−۰۸۵۱۷۷۸۱۵۰ISBN 978-0851778150 .
- Barfield, Norman. "Vickers Valiant: Precient programme management par excellence". Air International, Vol. 43, No. 3, September 1992, pp. 153–161. ISSN 0306-5634ISSN 0306-5634.
- Blackman, Tony and Anthony Wright. Valiant Boys: True Stories from the Operators of the UK's First Four-Jet Bomber. Grub Street Publishing, 2015. شابک ‎۱−۹۱۰۶−۹۰۸۷−۲ISBN 1-9106-9087-2.
- Bowman, Martin. Cold War Jet Combat: Air-to-Air Jet Fighter Operations 1950–1972. Casemate Publishers, 2016. شابک ‎۱−۴۷۳۸−۷۴۶۳−۷ISBN 1-4738-7463-7.
- Brookes, Andrew. Force V: The History of Britain's Airborne Deterrent. London: Jane's Publishing Company Ltd., 1982. شابک ‎۰−۷۱۰۶−۰۲۳۸−۳ISBN 0-7106-0238-3.
- Brookes, Andrew. Valiant Units of the Cold War (Osprey Combat Aircraft: 95). Oxford, UK: Osprey Publishing, 2012. شابک ‎۹۷۸−۱−۸۴۹۰۸۷۵۳−۷ISBN 978-1-84908753-7.
- Burnet, Charles and Eric B. Morgan. "The V-Bombers: Vickers Valiant, Part 1." Aeroplane Monthly, Volume 8, No. 8, August 1980.
- Burnet, Charles and Eric B. Morgan. "The V-Bombers: Vickers Valiant, Part 2." Aeroplane Monthly, Volume 8, No. 9, September 1980.
- Buttler, Tony (January–February 1999). "Vital Bombers: Origins of the RAF's 'V-Bomber' Force". Air Enthusiast (79): 28–41. ISSN 0143-5450.
- Darling, Kev. RAF Strike Command 1968 -2007: Aircraft, Men and Action, Casemate Publishers, 2012. شابک ‎۱−۸۴۸۸−۴۸۹۸−۶ISBN 1-8488-4898-6.
- Downey, Bob. V Bombers (Warbirds Illustrated No. 35). London: Arms and Armour Press, 1985. شابک ‎۰−۸۵۳۶۸−۷۴۰−۴ISBN 0-85368-740-4.
- Ellis, Ken. Wrecks & Relics: 20th Edition. Leicester, UK: Midland Publishing, 2006. شابک ‎۱−۸۵۷۸۰−۲۳۵−۷ISBN 1-85780-235-7.
- Flintham, Vic. High Stakes: Britain's Air Arms in Action 1945–1990. Pen and Sword, 2008. شابک ‎۱−۸۴۴۱−۵۸۱۵−۲ISBN 1-8441-5815-2.
- Gardner, Robert. From Bouncing Bombs To Concorde-The Authorised Biography Of Aviation Pioneer Sir George Edwards OM, Sutton Publishing, 2006. شابک ‎۰ ۷۵۰۹ ۴۳۸۹ ۰ISBN 0 7509 4389 0.
- Gunston, Bill. Bombers of the West.  London: Ian Allan Ltd., 1973, pp 38–53. شابک ‎۰−۷۱۱۰−۰۴۵۶−۰ISBN 0-7110-0456-0.
- Gunston, Bill and Peter Gilchrist. Jet Bombers: From the Messerschmitt Me 262 to the Stealth B-2. Osprey, 1993. شابک ‎۱−۸۵۵۳۲−۲۵۸−۷ISBN 1-85532-258-7.
- Halley, James. Royal Air Force Aircraft WA100 to WZ999. Tonbridge, Kent, UK: Air-Britain (Historians) Limited, 2003, First edition 2001. شابک ‎۰−۸۵۱۳۰−۳۲۱−۸ISBN 0-85130-321-8.
- Halley, James J. The Squadrons of the Royal Air Force. Tonbridge, Kent, UK: Air-Britain (Historians) Ltd, 1980. شابک ‎۰−۸۵۱۳۰−۰۸۳−۹ISBN 0-85130-083-9.
- Hubbard, Kenneth and Michael Simmons. Dropping Britain s First H-Bomb: Story of Operation Grapple 1957. Pen and Sword, 2008. شابک ‎۱−۷۸۳۴−۰۳۳۶−۵ISBN 1-7834-0336-5.
- Jackson, Robert. Modern Combat Aircraft: 11 – V-Bombers. Shepperton, Surrey, UK: Ian Allan Ltd. شابک ‎۱−۹۰۱۹۴۵−۰۳−۰ISBN 1-901945-03-0.
- Jones, Barry. V-Bombers: Valiant, Vulcan and Victor. Ramsbury, Malborough, UK: The Crowood Press, Paperback edition, 2007. شابک ‎۹۷۸−۱−۸۶۱۲۶−۹۴۵−۴ISBN 978-1-86126-945-4.
- Laming, Tim. V-Bombers: Vulcan, Victor and Valiant – Britain's Airborne Nuclear Deterrent. London: Patrick Stephens Limited, 1997. شابک ‎۹۷۸−۱−۸۵۲۶۰−۵۲۹−۲ISBN 978-1-85260-529-2.
- "Light Alloys and Production Problems: Two Further Papers from the A.F.I.T.A. Congress." Flight, 17 July 1953, pp. 91–93.
- Mason, Francis K. The British Bomber since 1914. London: Putnam, 1994. شابک ‎۰−۸۵۱۷۷−۸۶۱−۵ISBN 0-85177-861-5.
- McBrearty, J. F. "Fail-Safe airframe design: The Lockheed philosophy: 'Fail-Safe' preferred to 'Safe Life'." Flight, 6 April 1956, pp. 394–397.
- McLelland, Tim. Britain's Cold War Bombers. Stroud, Gloucestershire: Fonthill, 2013. شابک ‎۹۷۸−۱−۷۸۱۵۵−۰۵۲−۶ISBN 978-1-78155-052-6.
- Morgan, Eric B. Vickers Valiant: The First V-Bomber. Leicester, UK: Midland Publishing, 2002. شابک ‎۱−۸۵۷۸۰−۱۳۴−۲ISBN 1-85780-134-2.
- Rosemeyer, Maurice Patrick. Adventure in the Air: Memoirs of a Flight Test Engineer. London, Ontario, Canada: Insomniac Press, 2009. شابک ‎۱−۹۲۶۵۸۲−۱۴−۴ISBN 1-926582-14-4.
- "Structural Problems – and Some Suggested Solutions: a Digest of Mr H. H. Gardiner's R.Ae.S Lecture." Flight, 14 December 1951, pp. 756–758.
- Tanner, Richard. History of Air-To-Air Refuelling. Pen and Sword, 2006. شابک ‎۱−۸۴۴۱−۵۲۷۲−۳ISBN 1-8441-5272-3.
- Trubshaw, Brian and Edmonson, Sally. Brian Trubshaw: Test Pilot. Stroud, UK: Sutton Publishing, 1998. شابک ‎۰−۷۵۰۹−۱۸۳۸−۱ISBN 0-7509-1838-1.
- Turpin, Brian. "Database: Vickers Valiant." Aeroplane, Volume 30, No. 2, Issue 346, February 2002.
- "Valiant: Last of the Vickers Bombers?" Flight, 4 July 1958, pp. 13–20.
- Wilson, Stewart. Combat Aircraft since 1945. Fyshwick, Australia: Aerospace Publications, 2000. 1-875671-50-1.
- Wynn, Humphrey. RAF Nuclear Deterrent Forces. London: The Stationery Office. 1996. شابک ‎۰−۱۱−۷۷۲۸۳۳−۰ISBN 0-11-772833-0.